# Lijst van animatiefilmmakers
Dit is een lijst van animatiefilmmakers. 

## Amerika
- Eadweard Muybridge
- Winsor McCay
- Walt Disney
- Chuck Jones
- Walter Lantz
- Tex Avery
- Max Fleischer
- Don Bluth
- Tim Burton

## België
- Raoul Servais
- Ben Stassen

## Canada
- Norman Mclaren
- Caroline Leaf
- Frederic Back

## Duitsland
- Oscar Fischinger
- Lotte Reiniger

## Engeland
- Richard Williams
- Nick Park

## Estland
- Priit Pärn

## Frankrijk
- Sylvain Chomet

## Japan
- Osamu Tezuka
- Hayao Miyazaki

## Nederland
- Oerd van Cuijlenborg
- Evert de Beijer
- Gerrit van Dijk
- Paul Driessen
- Harrie Geelen
- Joop Geesink
- Hisko Hulsing
- Job, Joris & Marieke
- Floris Kaayk
- Frodo Kuipers
- Michiel Hoving
- Monique Renault
- Borge Ring
- Martin-Jan van Santen
- Erik van Schaaik
- Marten Toonder
- Arjan Wilschut
- Michael Dudok de Wit

## Nieuw-Zeeland
- Len Lye

## Rusland
- Joelian Kalisjer

## Tsjechië
- Jan Svankmajer
- George Pal
- Jiri Trnka
- Lubomir Benês (bekend van Buurman en Buurman)